# Richard Neill
Pour les articles homonymes, voir Neill.
Richard Neill (Richard Renchaw Neill Jr.), né le 12 novembre 1875 à Philadelphie, et mort le 8 avril 1970 à Woodland Hills (Los Angeles) est un acteur américain, qui s'est produit dans plus de 200 films entre 1910 et 1959.

## Biographie
Richard R. Neill commence sa carrière d'acteur au théâtre, avant de se produire au cinéma où il joue des rôles dramatiques ou mélodramatiques et dans des films d'aventures.

## Filmographie partielle

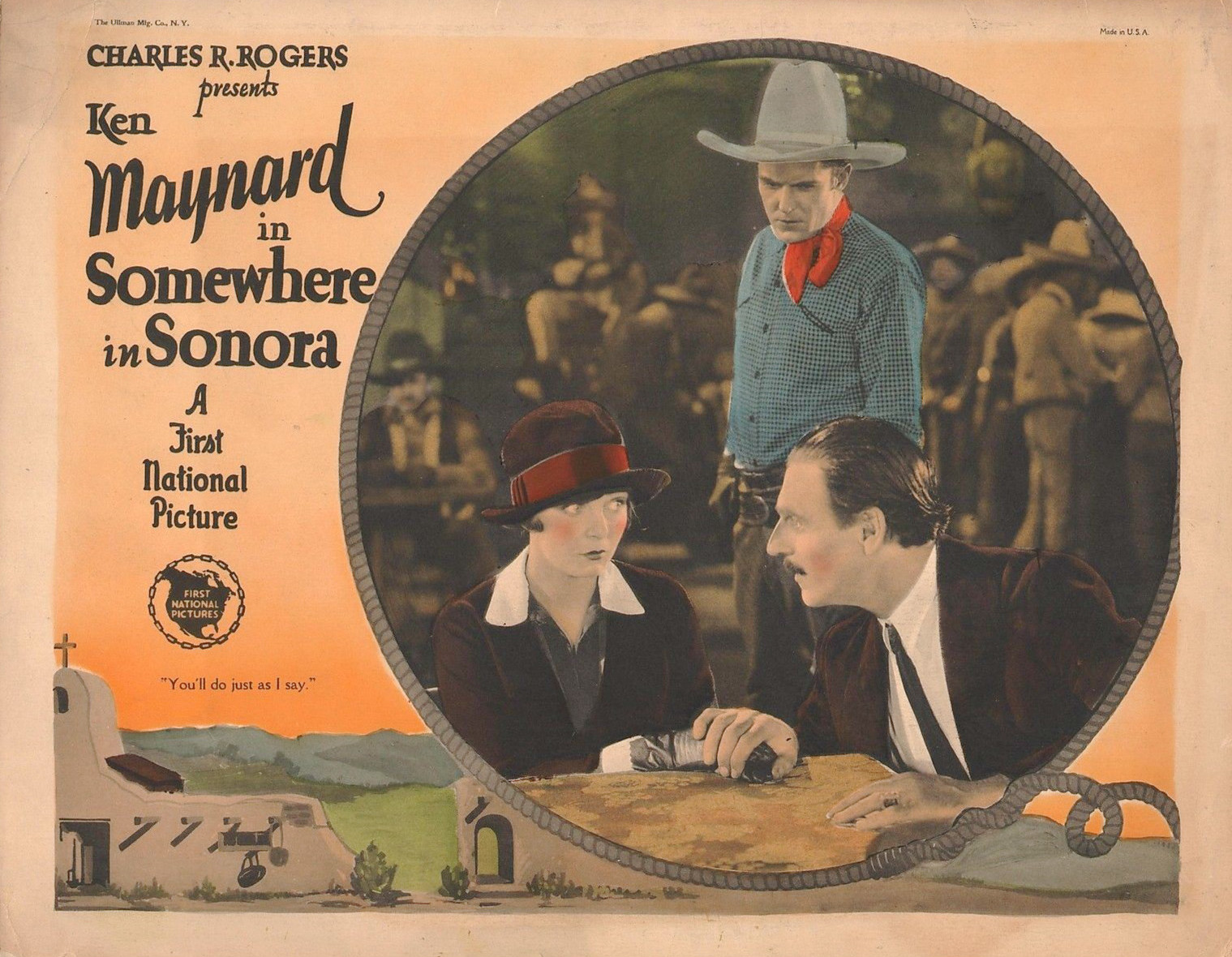
Carte promotionnelle du film Somewhere in Sonora (1927) avec Richard R. Neill.

- 1911 : The Lighthouse by the Sea : le fils du gardien de phare
- 1912 : The Charge of the Light Brigade
- 1913 : The Substitute Stenographer
- 1913 : Mary Stuart de Walter Edwin
- 1914 : Dolly of the Dailies (Serial)
- 1914 : Fantasma : le père de la princesse
- 1915 : Colonel Carter of Cartersville : Robert Gill
- 1915 : The Broken Law : Gaspar
- 1915 : The Labyrinth : Rev. Herbert Fenton
- 1915 : The Man Who Found Himself
- 1916 : The Fool's Revenge : Randall
- 1916 : A Modern Thelma
- 1916 : God's Half Acre : Perry Westley
- 1916 : A Wall Street Tragedy : Ranson
- 1916 : La Clef des champs (The Ragged Princess) : Thomas Deigan
- 1916 : The Battle of Life : O'Leary
- 1917 : A Child of the Wild
- 1917 : Love's Law
- 1917 : The Co-Respondent
- 1917 : The Woman in White[2]
- 1917 : Her Second Husband
- 1918 : The Road to France
- 1919 : La Dernière Partie d'échecs (His Wife's Friend)
- 1920 : The Plunger
- 1922 : Go Get 'Em Hutch
- 1923 : A Clouded Name
- 1923 : Sinner or Saint
- 1924 : Heritage of the Desert
- 1924 : Le Capitaine Blake (The Fighting Coward)
- 1924 : Le Vagabond du désert (Wanderer of the Wasteland)
- 1925 : Percy
- 1925 : Le Fils de la prairie (Tumbleweeds)
- 1926 : Born to the West
- 1926 : Satan Town
- 1926 : The Trunk Mystery
- 1927 : Galloping Thunder
- 1927 : The Fightin' Comeback
- 1927 : Le Désert des damnés (The Desert of the Lost)
- 1927 : Bulldog Pluck
- 1927 : Somewhere in Sonora
- 1928 : The Man Without a Face
- 1928 : Beyond the Sierras
- 1928 : The Law's Lash
- 1928 : The Bushranger
- 1929 : The King of the Kongo
- 1929 : Where East is East
- 1932 : The Last Frontier
- 1948 : Jiggs and Maggie in Court